# Temporada 1991 de las Grandes Ligas de Béisbol
La Temporada 1991 de las Grandes Ligas de Béisbol comenzó el 8 de abril y finalizó cuando Minnesota Twins derrotó 4 juegos a 3 a
Atlanta Braves en la Serie Mundial la cual fue nombrada como la mejor jugada de todos los tiempos por ESPN en el
aniversario número 100 de la Serie Mundial.
Ambos campeones, de la Liga Nacional y Americana habían terminado el año previo en último lugar.

## Premios y honores
- MVP
  - Cal Ripken, Jr., Baltimore Orioles, (AL)
  - Terry Pendleton, Atlanta Braves, (NL)
- Premio Cy Young
  - Roger Clemens, Boston Red Sox (AL)
  - Tom Glavine, Atlanta Braves (NL)
- Novato del año
  - Chuck Knoblauch, Minnesota Twins, (AL)
  - Jeff Bagwell, Houston Astros, (NL)
- Mánager del año
  - Tom Kelly, Minnesota Twins (AL)
  - Bobby Cox, Atlanta Braves (NL)

## Temporada Regular
Liga Americana
| División Este     | División Este | División Este | División Este | División Este | División Este | División Este |
| Equipo            | V             | D             | CTE           | JD            | LOCAL         | VISITA        |
| ----------------- | ------------- | ------------- | ------------- | ------------- | ------------- | ------------- |
| Toronto Blue Jays | 91            | 71            | 0.562         | —             | 46–35         | 45–36         |
| Boston Red Sox    | 84            | 78            | 0.519         | 7             | 43–38         | 41–40         |
| Detroit Tigers    | 84            | 78            | 0.519         | 7             | 49–32         | 35–46         |
| Milwaukee Brewers | 83            | 79            | 0.512         | 8             | 43–37         | 40–42         |
| New York Yankees  | 71            | 91            | 0.438         | 20            | 39–42         | 32–49         |
| Baltimore Orioles | 67            | 95            | 0.414         | 24            | 33–48         | 34–47         |
| Cleveland Indians | 57            | 105           | 0.352         | 34            | 30–52         | 27–53         |

| División Oeste     | División Oeste | División Oeste | División Oeste | División Oeste | División Oeste | División Oeste |
| Equipo             | V              | D              | CTE            | JD             | LOCAL          | VISITA         |
| ------------------ | -------------- | -------------- | -------------- | -------------- | -------------- | -------------- |
| Minnesota Twins    | 95             | 67             | 0.586          | —              | 51–30          | 44–37          |
| Chicago White Sox  | 87             | 75             | 0.537          | 8              | 46–35          | 41–40          |
| Texas Rangers      | 85             | 77             | 0.525          | 10             | 46–35          | 39–42          |
| Oakland Athletics  | 84             | 78             | 0.519          | 11             | 47–34          | 37–44          |
| Seattle Mariners   | 83             | 79             | 0.512          | 12             | 45–36          | 38–43          |
| Kansas City Royals | 82             | 80             | 0.506          | 13             | 40–41          | 42–39          |
| California Angels  | 81             | 81             | 0.500          | 14             | 40–41          | 41–40          |

Liga Nacional  
| División Este         | División Este | División Este | División Este | División Este | División Este | División Este |
| Equipo                | V             | D             | CTE           | JD            | LOCAL         | VISITA        |
| --------------------- | ------------- | ------------- | ------------- | ------------- | ------------- | ------------- |
| Pittsburgh Pirates    | 98            | 64            | 0.605         | —             | 52–32         | 46–32         |
| St. Louis Cardinals   | 84            | 78            | 0.519         | 14            | 52–32         | 32–46         |
| Philadelphia Phillies | 78            | 84            | 0.481         | 20            | 47–36         | 31–48         |
| Chicago Cubs          | 77            | 83            | 0.481         | 20            | 46–37         | 31–46         |
| New York Mets         | 77            | 84            | 0.478         | 20½           | 40–42         | 37–42         |
| Montreal Expos        | 71            | 90            | 0.441         | 26½           | 33–35         | 38–55         |

| División Oeste       | División Oeste | División Oeste | División Oeste | División Oeste | División Oeste | División Oeste |
| Equipo               | V              | D              | CTE            | JD             | LOCAL          | VISITA         |
| -------------------- | -------------- | -------------- | -------------- | -------------- | -------------- | -------------- |
| Atlanta Braves       | 94             | 68             | 0.580          | —              | 48–33          | 46–35          |
| Los Angeles Dodgers  | 93             | 69             | 0.574          | 1              | 54–27          | 39–42          |
| San Diego Padres     | 84             | 78             | 0.519          | 10             | 42–39          | 42–39          |
| San Francisco Giants | 75             | 87             | 0.463          | 19             | 43–38          | 32–49          |
| Cincinnati Reds      | 74             | 88             | 0.457          | 20             | 39–42          | 35–46          |
| Houston Astros       | 65             | 97             | 0.401          | 29             | 37–44          | 28–53          |

## Postemporada
|  | Campeonato de la Liga | Campeonato de la Liga | Campeonato de la Liga |   |    | Serie Mundial   | Serie Mundial | Serie Mundial |
|  |                       |                       |                       |   |    |                 |               |               |
|  | Este                  | Toronto Blue Jays     | 1                     |   |    |                 |               |               |
|  | Oeste                 | Minnesota Twins       | 4                     |   |    |                 |               |               |
|  |                       |                       |                       |   | AL | Minnesota Twins | 4             |               |
|  |                       | NL                    | Atlanta Braves        | 3 |    |                 |               |               |
|  | Este                  | Pittsburgh Pirates    | 3                     |   |    |                 |               |               |
|  | Oeste                 | Atlanta Braves        | 4                     |   |    |                 |               |               |

|                                                         |
| Campeón de las Grandes Ligas Minnesota Twins 3.º título |

## Líderes de la liga

### Liga Americana
Líderes de Bateo 
| Categoría           | Jugador                    | Equipo  | Marca |
| ------------------- | -------------------------- | ------- | ----- |
| Porcentaje de bateo | Julio Franco               | TEX     | .341  |
| Cuadrangulares      | José Canseco Cecil Fielder | OAK DET | 44    |
| Carreras Impulsadas | Cecil Fielder              | DET     | 133   |
| Carreras Anotadas   | Paul Molitor               | MIL     | 133   |
| Hits                | Paul Molitor               | MIL     | 216   |
| Robo de Bases       | Rickey Henderson           | OAK     | 58    |

Líderes de Pitcheo 
| Categoría         | Jugador                        | Equipo  | Marca |
| ----------------- | ------------------------------ | ------- | ----- |
| Victorias         | Scott Erickson Bill Gullickson | MIN DET | 20    |
| Derrotas          | Kirk McCaskill                 | CAL     | 19    |
| ERA               | Roger Clemens                  | BOS     | 2.62  |
| Ponches           | Roger Clemens                  | BOS     | 241   |
| Entradas Lanzadas | Roger Clemens                  | BOS     | 271.1 |
| Juegos salvados   | Bryan Harvey                   | CAL     | 46    |

### Liga Nacional
Líderes de Bateo 
| Categoría           | Jugador         | Equipo | Marca |
| ------------------- | --------------- | ------ | ----- |
| Porcentaje de bateo | Terry Pendleton | ATL    | .319  |
| Cuadrangulares      | Howard Johnson  | NYM    | 38    |
| Carreras Impulsadas | Howard Johnson  | NYM    | 117   |
| Carreras Anotadas   | Brett Butler    | LAD    | 112   |
| Hits                | Terry Pendleton | ATL    | 187   |
| Robo de Bases       | Marquis Grissom | MON    | 76    |

Líderes de Pitcheo 
| Categoría         | Jugador                 | Equipo  | Marca |
| ----------------- | ----------------------- | ------- | ----- |
| Victorias         | Tom Glavine John Smiley | ATL PIT | 20    |
| Derrotas          | Bud Black               | SFG     | 16    |
| ERA               | Dennis Martínez         | MON     | 2.39  |
| Ponches           | David Cone              | NYM     | 241   |
| Entradas Lanzadas | Greg Maddux             | CHC     | 263   |
| Juegos salvados   | Lee Smith               | STL     | 47    |